# Ministerium für Landwirtschaft und Angelegenheiten des ländlichen Raums der Volksrepublik China
Das Ministerium für Landwirtschaft und Angelegenheiten des ländlichen Raums der Volksrepublik China ist ein Ministerium, das dem Staatsrat unterstellt ist.
Die Verantwortungsbereiche umfassen Landwirtschaft und Aspekte des Umweltschutzes, die im Zusammenhang mit Landwirtschaft, Gartenbau, Fischereiwirtschaft, Konsumentenschutz, Tierhaltung, Tierschutz, Nahrungsmitteln, Jagd und Jagdwirtschaft stehen. Ebenfalls umfasst sind Forschung und Weiterbildung im Bereich der Landwirtschaft.
Gegründet wurde das Ministerium im September 1954 und hat seinen Sitz in Peking.

## Liste der Landwirtschaftsminister
| №  | Name                  | Amtszeitbeginn | Amtszeitende   |
| -- | --------------------- | -------------- | -------------- |
| 1  | Li Shucheng           | Oktober 1949   | September 1954 |
| 2  | Liao Luyan (廖鲁言)   | September 1954 | 1966           |
| 3  | Sha Feng (沙风)       | Juni 1970      | Januar 1978    |
| 4  | Yang Ligong (杨立功)  | Januar 1978    | Februar 1979   |
| 5  | Huo Shilian (霍士廉)  | Februar 1979   | März 1981      |
| 6  | Lin Hujia (林乎加)    | März 1981      | Juni 1983      |
| 7  | He Kang (何康)        | Juni 1983      | Juni 1990      |
| 8  | Liu Zhongyi (刘中一)  | Juni 1990      | March 1992     |
| 9  | Liu Jiang (刘江)      | March 1992     | März 1998      |
| 10 | Chen Yaobang (陈耀邦) | März 1998      | August 2001    |
| 11 | Du Qinglin            | August 2001    | Dezember 2006  |
| 12 | Sun Zhengcai          | Dezember 2006  | November 2009  |
| 13 | Han Changfu           | Dezember 2009  | Dezember 2020  |
| 14 | Tang Renjian          | Dezember 2020  | bis heute      |